# Compasión (cómic)
Compasión (en inglés: Old Lace, a menudo apodado como OL) es un dinosaurio ficticio que aparece en los cómics publicados por Marvel Comics. Se trata de un deinonychus genéticamente modificado.
Compasión aparece en la serie de televisión Runaways producida por Hulu, que se desarrolla en el Universo cinematográfico de Marvel.

## Historial de publicaciones
Compasión fue creado por Brian K. Vaughan y el artista Adrian Alphona y debutó atacando a los otros personajes en Runaways vol. 1 #2. Gertrude «Gert» Yorkes le dio su nombre original en inglés Old Lace después de haber tomado el nombre en clave Arsenic («Arsénico»), haciendo al par Arsenic and Old Lace, que es una referencia a una película del mismo nombre. Compasión originalmente había pertenecido a los padres de Gert. El dinosaurio fue genéticamente diseñado para obedecer todas las órdenes de Gertrude, lo que significa que cada vez que Gert pensaba o sentía algo, también lo hacía el dinosaurio. Inicialmente se creyó que era un Velociraptor, más tarde se identificó correctamente como Deinonychus por Victor Mancha. Debido al vínculo psíquico que comparten, Gertrude y Compasión comparten emociones y dolor físico de manera que si Compasión sufriera un corte o se lastimara, lo cual es a menudo, Gert tendría que soportar su dolor. Después de la muerte de Gert, el enlace psíquico fue transferido a Chase Stein.

## Biografía del personaje

### Aspecto inicial
Compasión fue diseñado genéticamente en el siglo 87, el proyecto fue encargado por Dale y Stacey Yorkes, los padres de Gertrude. A petición de los padres, la diseñadora también incluyó varios rasgos de carácter que incluían un vínculo telepático con Gertrude, además de ser incapaz de dañar a ninguno de sus familiares más cercanos, como se descubrió cuando Gertrude ordena a Compasión atacar a sus padres y Compasión se niega. Compasión originalmente estaba destinado a ser parte de la herencia de Gert para cuando murieron sus padres, pero Gertrude y el resto de los Runaways tropiezan con ella mientras buscaban en el sótano de los Yorkes el cuerpo de una niña que habían visto sacrificar a sus padres.

### Como un Runaway
Compasión tiene un vínculo telepático con Gert. Esto le permite sentir los pensamientos y el dolor de los demás, y permite que Compasión actúe sobre las emociones de Gert. Compasión obtuvo su nombre de Gert Yorkes, que había estado usando temporalmente "Arsénico" como su nombre en clave (esencialmente haciendo el par de Arsénic y Old Lace, después de la obra de teatro y la película del mismo nombre). Aunque Gertrude más tarde soltó el nombre en clave después de decidir que algunas cosas de sus padres (como su nombre real) valían la pena, el nombre de Compasión quedó atascado. Durante su encuentro final con El Orgullo, Compasión estuvo brevemente bajo el control de Alex Wilder mientras que Gertrude estaba inconsciente, pero Gertrude rápidamente retomó el control cuando volvió en sí. Segundos antes de la muerte de Gert, ella pudo pasar su enlace telepático con Compasión a su novio Chase Stein, ya que su muerte habría matado a Lace también a través de su enlace telepático. Aunque Compasión tiene un vínculo telepático con Chase ahora, se ha demostrado que tiene algo de libre albedrío. Esto se muestra por primera vez cuando Compasión ataca a un vampiro llamado Topher, a pesar de que Gertrude le dice que se detenga y otra vez cuando Chase ata a Nico y Compasión gruñe e intenta detener a Chase.

### Muerte aparente
Chase, después de la muerte de su novia, ha estado usando a Compasión de una manera mucho más agresiva y agresiva, llegando incluso a ordenar a Compasión que le arranque la garganta al enemigo; aunque Chase decidió suspenderlo después de ser reprendido por Nico. El Deinonychus más tarde siguió a Chase, pero cuando se le ordenó herir a Karolina y a Nico, Compasión mostró su voluntad y los saludó cálidamente.
En Runaways vol. 3 # 11, el primer número escrito por Kathryn Immonen y dibujado por Sara Pichelli, Chase, Nico, Victor y Karolina celebran un baile de graduación. Una fuente externa se las arregla para enviar un UAV volando hacia la casa de los Runaways en Malibu, en la sala de estar de arriba, donde se encuentran Klara y Compasión. Nico, Victor y Karolina se apresuran a salvar a Klara y Compasión. Sin embargo, al llegar a la cima, se revela que Compasión había escuchado que venía el UAV pero solo tuvo tiempo suficiente para proteger a Klara con su cuerpo. Compasión logra proteger a Klara pero muere como resultado.
En el número 13, Molly nota que falta el cuerpo de Compasión.
En el # 14, Chase ve a una chica que se parece a Gert. Antes de salir corriendo a la calle y ser atropellado por un camión, la niña le grita que se detenga. Detrás de ella en las sombras se puede ver un dinosaurio.
Años más tarde, la Academia de los Vengadores reveló que Compasión había sido transportada a otra dimensión donde estaba viva y sana, y que fue rescatada por el resto del equipo. Sin embargo, ella no está bien ya que no ha visto a Chase y no está comiendo alimentos.

### Reunión
Compasión finalmente se reúne con el equipo cuando Chase puede regresar y rescatar a Gert desde el momento de su muerte, trayendo a Gert al presente para que Nico pueda curar sus heridas. Compasión vuelve rápidamente a su antiguo vínculo con Gert.

## Poderes y habilidades
A pesar de ser un dinosaurio normal, ha demostrado un buen nivel de inteligencia. En el primer volumen, Compasión había seguido a Gertrude y al grupo mientras viajaban por Los Ángeles después de descubrir el dinosaurio en el sótano de sus padres. Ella derrotó a la superheroína Dagger con facilidad, debido a su inmunidad a sus dagas de luz. También fue útil cuando chocaron por primera vez con el Orgullo al derribar a los Steins, y en su segunda batalla cuando derrotó a Hayes, y en su última batalla con el Orgullo fue útil para derrotar a los padres de Karolina. También vale la pena señalar que ella derribó a algunos de la Brigada de Demolición. Y mientras estaba bajo el liderazgo de Chase, ella ha demostrado la inteligencia al dejar un rastro de orina que se encuentra a propósito y maniobrar en el costado de un edificio para salvar a Chase.
También se muestra que las garras de Compasión son increíblemente afiladas, hasta el punto en que puede atravesar y sostener una pared.

## Relación con otros Runaways

### Gertrude
Gert descubrió que tenía un vínculo telepático con Compasión cuando el dinosaurio dejó de atacar a los Runaways porque Gert gritó "¡NO!" con miedo. En uno de los primeros encuentros de los Runaways con el Orgullo, Gert también descubrió que tenía un vínculo empático con Compasión cuando experimentó el mismo dolor que Compasión sentía. El vínculo telepático de Gert con Compasión le permitió comunicarse directamente con el dinosaurio y ordenarle que hiciera lo que quisiera. El vínculo funcionó en ambos sentidos, permitiendo a Compasión transferir sus pensamientos directamente a Gert, pero Compasión no pudo darle órdenes a Gert de la misma manera. Compasión era incondicionalmente leal a Gert, incluso hasta el punto de luchar contra el equipo; Compasión una vez arremetió contra Nico sin las órdenes de Gert cuando Gert y Nico tuvieron su breve caída. El vínculo empático de Gert y  Compasión les permite compartir más que solo pensamientos, pero también dolor físico. Si Gertrude fuera lastimada, Compasión sentiría el dolor y viceversa. Esta es la razón por la cual en el volumen 2 de Runaways, número 7, Gert se niega a luchar contra Swarmporque es alérgica a las picaduras de abeja y postula que incluso una sola picadura podría acabar con ambas.

### Chase
En el momento de la muerte de Gertrude, transfiere su enlace psíquico con Compasión a su novio Chase. A partir de este momento, Compasión se vuelve leal a Chase. Chase usa a Compasión mucho más agresivamente que Gertrude, ordenándola que le arranque la garganta al enemigo. Sin embargo, Old Lace no sigue el orden de Chase tan bien como ella siguió las de Gert. Compasión a veces protesta y Chase tiene que recordarle que ahora está a cargo de ella. Al igual que con Gertrude, el vínculo psíquico con Chase comparte la misma desventaja en el sentido de que si cualquiera de los dos se lastima, ambos compartirán el dolor.

### Alex
Alex fue el líder original de los Runaways. Se enteró de la existencia de Compasión antes incluso de Gertrude y planeó un plan para que tropezara con Compasión aparentemente accidentalmente. Durante la batalla final con El Orgullo, Gertrude le dice a Compasión que si algo le sucede, OL debería obedecer las órdenes de Alex. Sin embargo, Gertrude no sabe que Alex es el traidor del equipo y que en realidad está trabajando para el Orgullo. Alex se asegura de que Gertrude sea noqueada y asuma el control de Compasión. Compasión sigue a Alex hasta que Gertrude revive e inmediatamente toma el control de Compasión nuevamente y hace que el dinosaurio se vuelva contra Alex.

## Otras versiones
Compasión también se puede encontrar en el libro Marvel Zombies vs. The Army of Darkness. En varios paneles, los Runaways zombificados se alimentan de Compasión mientras que un grupo de zombis persigue a Blob.
En honor a la "Semana de las mascotas", una celebración de todos los animales del Universo Marvel, varios temas de debut animal estuvieron disponibles de forma gratuita en los cómics digitales de Marvel. Runaways # 3 (junio de 2003), debut de Compasión, estaba disponible para leer gratis el viernes 10 de abril.

## En otros medios

### Televisión
- Aparece en la serie de Hulu Runaways, ambientada dentro del Universo Cinematográfico de Marvel. Esta versión de Old Lace fue creada genéticamente en el presente (los Yorkes no son viajeros del tiempo como en los cómics). Ella es descubierta inicialmente por Molly en el sótano donde los Yorkes mantienen a sus otros animales.[20] Más tarde, Gert la descubre y se da cuenta de que reacciona a sus órdenes, algo que sorprende a sus padres.[21] Después de vincularse con ella durante los eventos de la temporada, Gert finalmente le da el nombre de Old Lace diciendo: "Eres el Costello para mi Abbott, el Harpo para mi Groucho, el Encaje Antiguo para mi Arsénico".[22]

### Videojuegos
- Compasión aparece en Marvel Heroes. Ella puede ser comprada como mascota.
- Compasión aparece junto con Chase Stein como un solo personaje conjunto en Marvel: Avengers Alliance. El personaje es la recompensa por completar todas las tareas en Operaciones Especiales 25.
- Compasión aparece en Lego Marvel Super Heroes 2.[23]